# Anita Briem
Anita Briem, född 29 maj 1982 i Reykjavik, är en isländsk skådespelare. Hon är bland annat känd för rollerna som Jane Seymour i den andra säsongen av serien The Tudors och Hannah Ásgeirsson i filmen Resan till Jordens medelpunkt.
Briem är dotter till Mezzoforte-trummisen Gunnlaugur Briem och sångerskan Erna Þórarinsdóttir. Hon debuterade som nioåring på Islands nationalteater. Vid 16 års ålder flyttade hon till London för att börja utbilda sig till skådespelare och 2004 tog hon examen vid Royal Academy of Dramatic Art.

## Filmografi (i urval)
- 2008 – The Tudors (TV-serie) (5 avsnitt)
- 2008 – Resan till Jordens medelpunkt
- 2020–2024 – Ministern (TV-serie)